# Makano
Makano, artistnamn för Hernán Enrique Jiménez Pino, född 3 maj 1983, är en panamansk artist. Hans album Te amo från 2008 har sålt guld i USA.